# Pararoncus chamberlini
Espèce
Synonymes
- Roncus troglophilus Morikawa, 1957 nec Beier, 1931
- Roncus chamberlini Morikawa, 1960

Pararoncus chamberlini est une espèce de pseudoscorpions de la famille des Syarinidae.

## Distribution
Cette espèce est endémique du Japon.

## Systématique et taxinomie
Cette espèce a été décrite sous le nom Roncus troglophilus par Morikawa en 1957, ce nom étant préoccupé par Roncus troglophilus Beier, 1931, elle est renommée Roncus chamberlini par Morikawa en 1960. Elle est placée dans le genre Pararoncus par Ćurčić en 1979.

## Publications originales
- Morikawa, 1960 : Systematic studies of Japanese pseudoscorpions. Memoirs of Ehime University, Sect. II, sér. B, vol. 4, p. 85-172.
- Morikawa, 1957 : Cave pseudoscorpions of Japan (II). Memoirs of Ehime University, Sect. II, sér. B, vol. 2, p. 357-365.